# Espécies endémicas de Portugal
As espécies endémicas de Portugal incluem animais e plantas cuja área de distribuição está completamente contida dentro do território de Portugal Continental e os arquipélagos dos Açores e Madeira. Não estão incluídas espécies autóctones cuja área de distribuição se estende para outros países, como por exemplo outros endemismos ibéricos.

## Aracnídeos

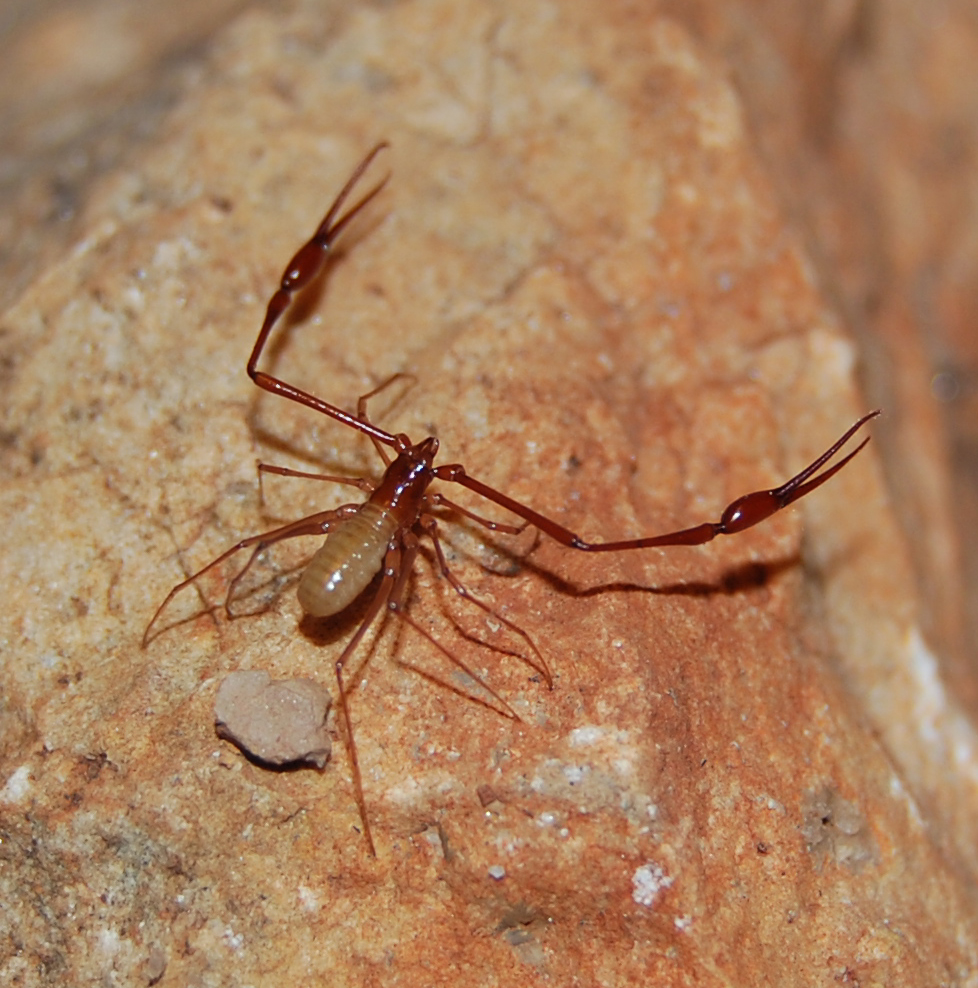
Titanobochica magna, Pseudoescorpião gigante das grutas do Algarve

- Titanobochica magna, Pseudoescorpião gigante das grutas do AlgarveAnapistula ataecina, Aranha - Grutas da Arrábida
- Araneus hortensis, Aranha-de-teia-radial-das-hortas - Arquipélago da Madeira
- Dysdera alentejana, Aranha - Alentejo interior
- Harpactea algarvensis, Aranha - Serra do Caldeirão
- Harpactea stalitoides, Aranha cavernícola das grutas do Algarve
- Hogna ingens, Tarântula-das-desertas - Ilha Deserta Grande
- Hogna insularum, Aranha - Arquipélago-da-madeira
- Lusoblothrus aenigmaticus, Pseudoescorpião cavernícola do Algarve
- Nesticus lusitanicus, Aranha das grutas das Serras de Aire e Candeeiros
- Roncocreagris blothroides, Pseudoescorpião cavernícola da Serra de Sicó
- Roncocreagris borgesi, Pseudoescorpião cavernícola da Serra de Sicó
- Roncocreagris cavernicola, Pseudoescorpião cavernícola da Serra de Sicó
- Roncocreagris gepesi, Pseudoescorpião cavernícola da Serra de Sicó
- Roncocreagris occidentalis, Pseudoescorpião cavernícola da Serra de Montejunto e Planalto das Cesaredas
- Titanobochica magna, Pseudoescorpião-gigante[1] cavernícola do Algarve

## Miriápodes
- Boreviulisoma barrocalense, Milpés cavernícola do Algarve
- Acipes bifilum, Milpés cavernícola do Algarve
- Acipes machadoi, Milpés cavernícola do Algarve
- Scutogona minor, Milpés cavernícola da Serra de Sicó
- Sireuma nobile, Milpés cavernícola do Alentejo

## Crustáceos
- Porcellio cavernicolus, Bicho de conta cavernícola do centro de Portugal
- Trichoniscoides broteroi, Bicho de conta cavernícola da Serra de Sicó
- Trichoniscoides sicoensis, Bicho de conta cavernícola da Serra de Sicó
- Trichoniscoides meridionalis, Bicho de conta cavernícola das Serras de Aire e Candeeiros
- Trichoniscoides ouremensis, Bicho de conta cavernícola das Serras de Ourém
- Trichoniscoides subterraneus, Bicho de conta cavernícola do Algarve
- Troglarmadillium machadoi, Bicho de conta cavernícola do Algarve

## Insectos
- Ariasella lusitanica, Mosca - Gilmonde
- Canace ophiusae, Mosca - Parede, Lisboa
- Chrysolina fragariae, Escaravelho - Arquipélago da Madeira
- Cryptocephalus crenatus, Escaravelho - Arquipélago da Madeira
- Cyrtonus elegans, Escaravelho - Sul de Portugal
- Cyrtonus versicolor, Escaravelho - Portugal Continental
- Domene lusitanica, Escaravelho cavernícola da Serra de Sicó
- Halictus frontalis, Abelha - Arquipélago da Madeira
- Hipparchia azorina, Borboleta - Arquipélago dos Açores
- Litocampa mendesi, Dipluro cavernícola do Algarve
- Psylliodes azoricus, Escaravelho - Ilha do Faial
- Squamatinia algharbica, peixinho-de-prata-gigante[1] cavernícola do Algarve
- Tethina lusitanica, Mosca - Norte de Portugal
- Timarcha lusitanica, Escaravelho - Portugal Continental
- Trechus gamae, Escaravelho cavernícola do Planalto de Santo António
- Trechus lunai, Escaravelho cavernícola da Serra d'Aire
- Trechus tatai, Escaravelho cavernícola do Montejunto

## Plantas

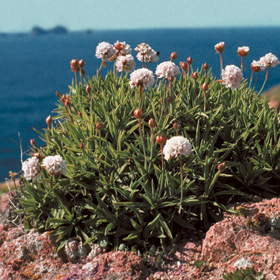
Arméria-das-berlengas

- Armeria berlengensis, Arméria-das-berlengas - Arquipélago das Berlengas
- Armeria maderensis, Arméria-da-madeira	- Ilha da Madeira
- Armeria pseudarmeria, Cravo-romano - Região de Sintra e Lisboa
- Chaerophyllum azoricum, nas açorianas ilhas de São Miguel, São Jorge, Pico e ilha das Flores
- Musschia wollastonii, Tangerão-bravo - - Ilha da Madeira

## Mamíferos

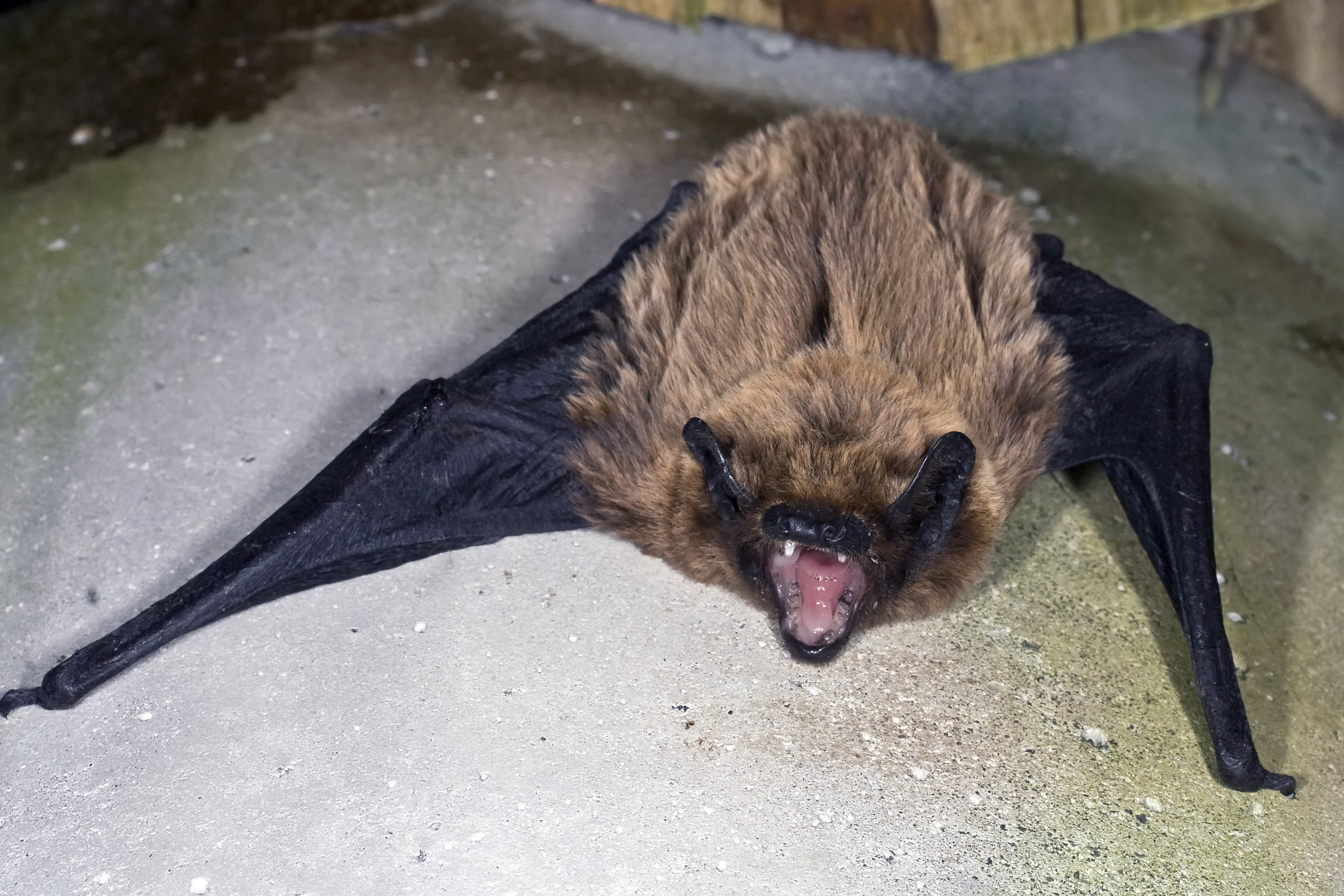
Exemplar adulto de morcego-dos-açores

- Nyctalus azoreum, Morcego-dos-açores - Arquipélago dos Açores

## Aves

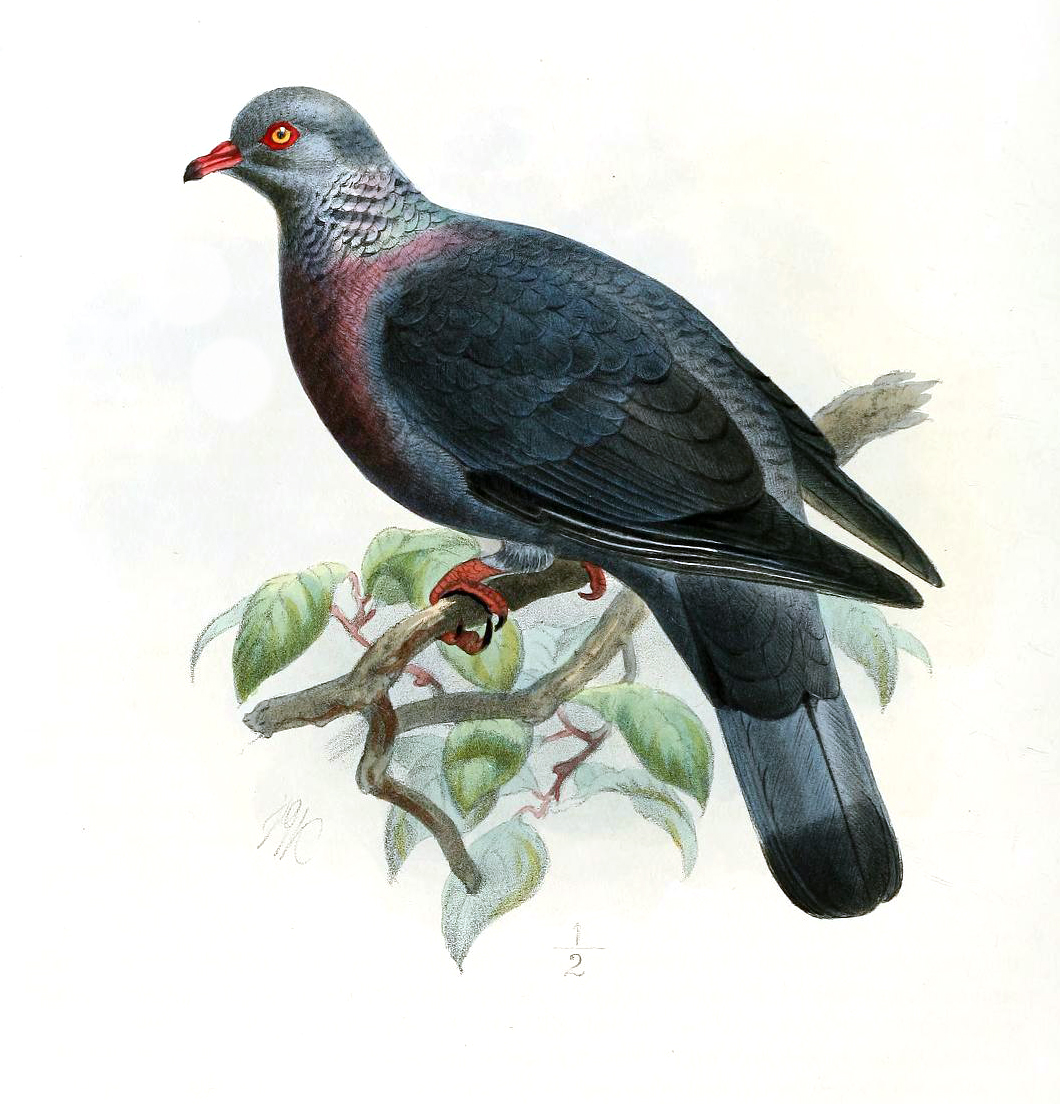
Pombo-da-madeira

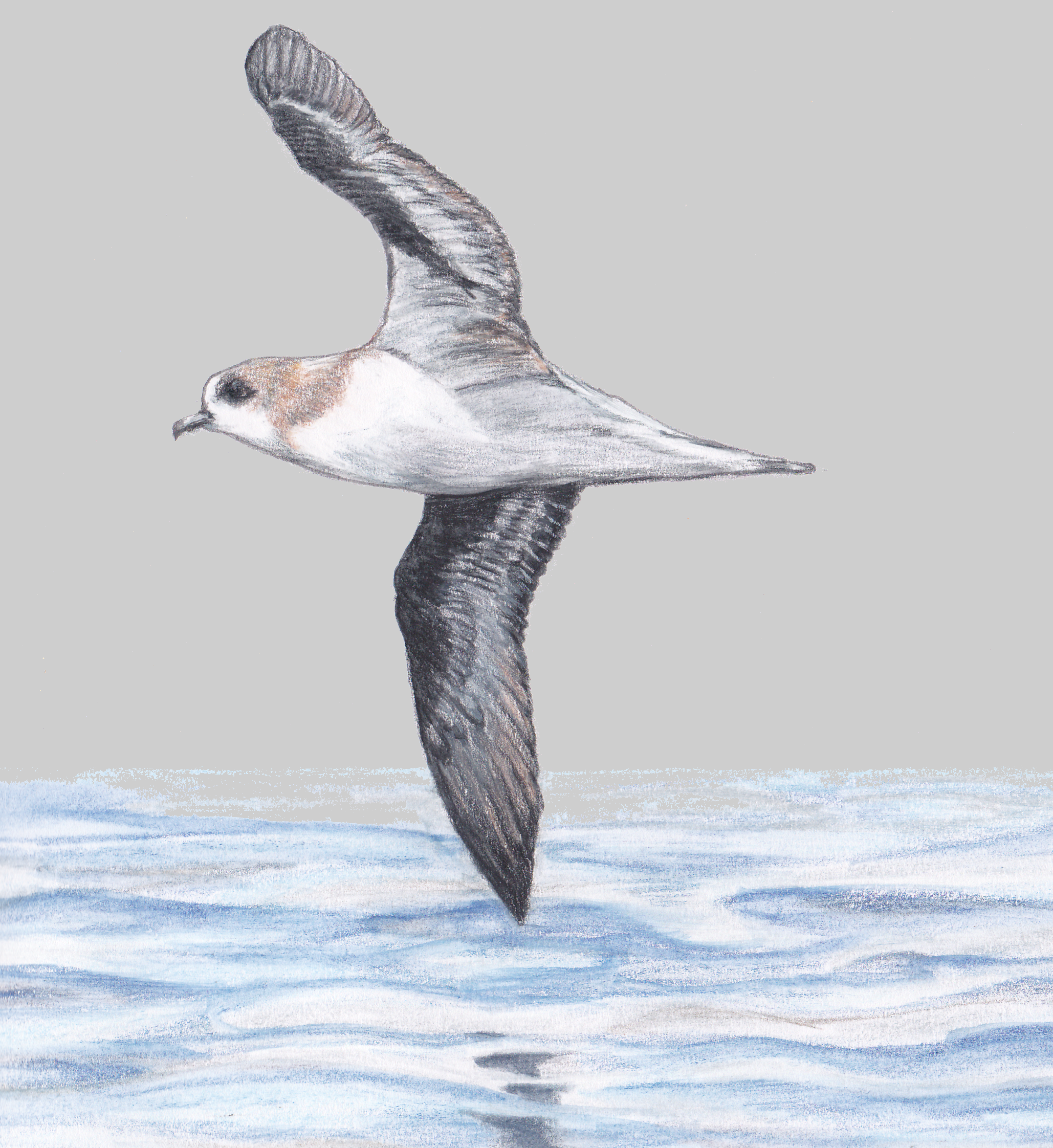
Freira-da-madeira

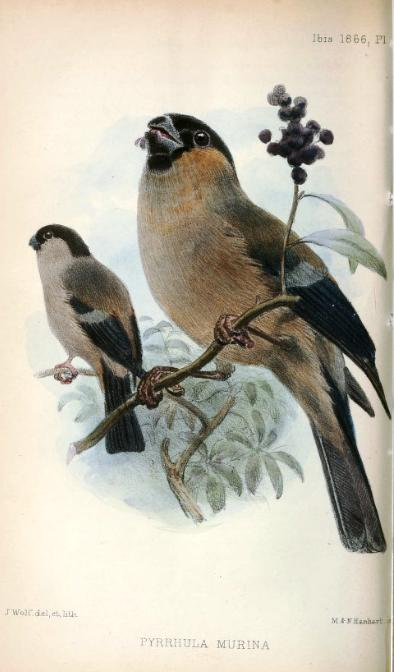
Priolo

- Columba trocaz, Pombo-da-madeira - Ilha da Madeira
- Pterodroma madeira, Freira-da-madeira	- Ilha da Madeira
- Pyrrhula murina, Priôlo - Ilha de São Miguel
- Regulus regulus sanctae-mariae, Estrelinha-de-santa-maria - Ilha de Santa Maria
- Regulus madeirensis, Bis-bis - Ilha da Madeira

## Répteis

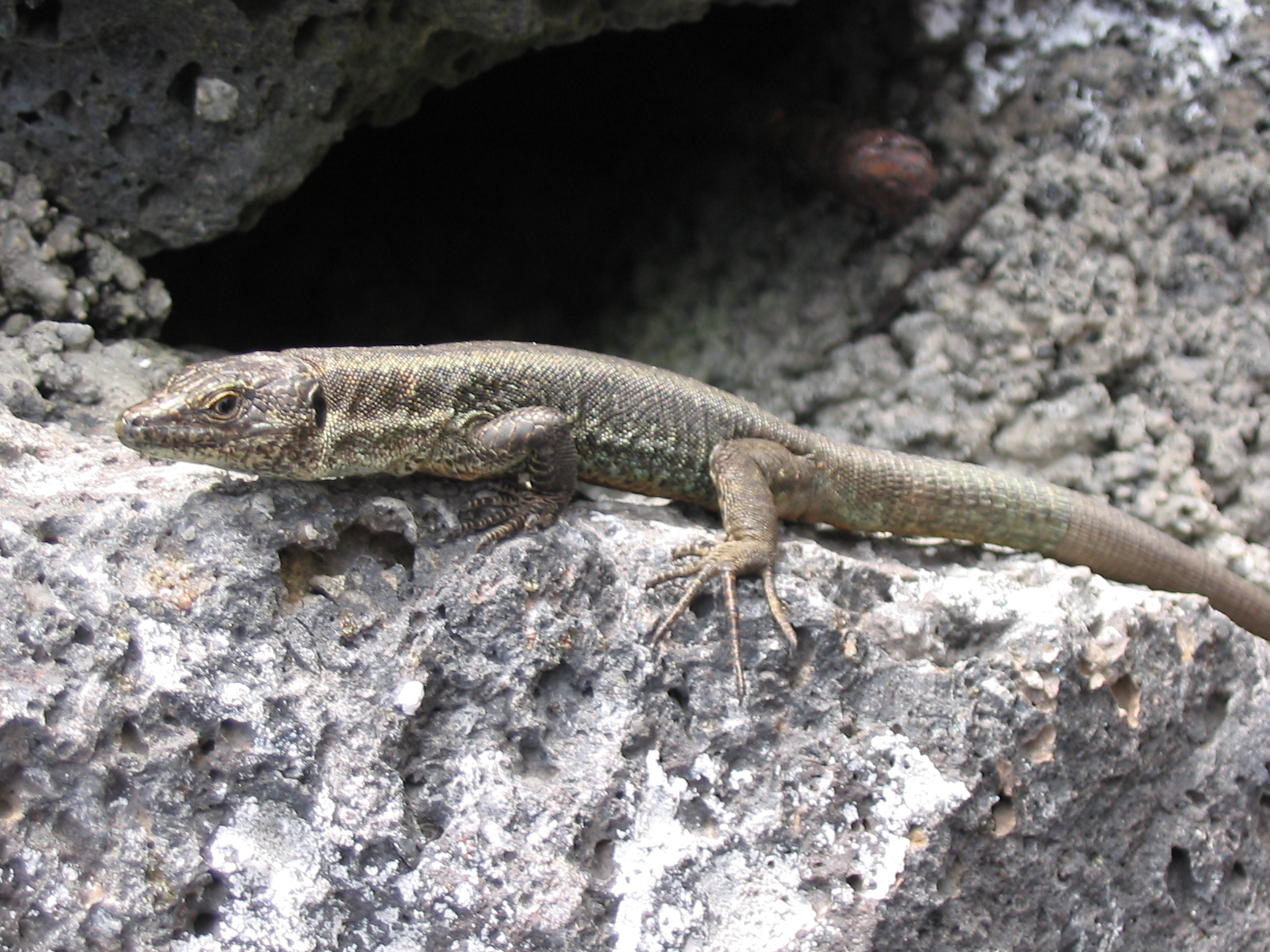
Lagartixa-da-madeira

- Teira dugesii, Lagartixa-da-madeira - Arquipélagos da Madeira e Açores
- Tarentola bischoffi, Osga-das-selvagens - Ilhas Selvagens

## Peixes
- Achondrostoma occidentale, Ruivaco-do-oeste - Distrito de Lisboa
- Achondrostoma oligolepis, Ruivaca - Oeste e Norte de Portugal
- Hydrolagus lusitanicus, Quimera-lusitana - Algarve
- Iberochondrostoma lusitanicum, Boga-portuguesa - sudoeste de Portugal